# Athanasios Skaltsogiannis
Athanasios Skaltsogiannis (griechisch Αθανάσιος Σκαλτσογιάννης, * 1878 in Etoliko) war ein griechischer Leichtathlet, der an den Olympischen Sommerspielen 1896 in Athen teilnahm. Er wurde Dritter oder Vierter in der Vorrunde 2 im 110-Meter-Hürdenlauf. Er nahm ebenfalls am Weitsprungwettbewerb teil, bei dem er nicht unter die besten vier kam. Seine genauen Ergebnisse sind auch hier nicht bekannt.
Er war Freiheitskämpfer der Epirus-Region. Später arbeitete er als Gefängniswärter. Er wurde von einem Häftling im Gefängnis von Mendrese umgebracht.